# Afrectopius infuscatus
Afrectopius infuscatus är en stekelart som beskrevs av Heinrich 1967. Afrectopius infuscatus ingår i släktet Afrectopius och familjen brokparasitsteklar. Inga underarter finns listade i Catalogue of Life.